# Rio dei Mendicanti
Le rio dei Mendicanti (canal des mendiants) ou rio de San Zanipolo (canal de Saints-Jean-et-Paul) est un canal de Venise formant la limite entre les sestieres de Cannaregio et de Castello.

## Description
Le rio dei Mendicanti a une longueur d'environ 400 mètres. Il relie le rio di Santa Marina en sens nord-nord-est au Canale delle Fondamente Nove.

## Histoire

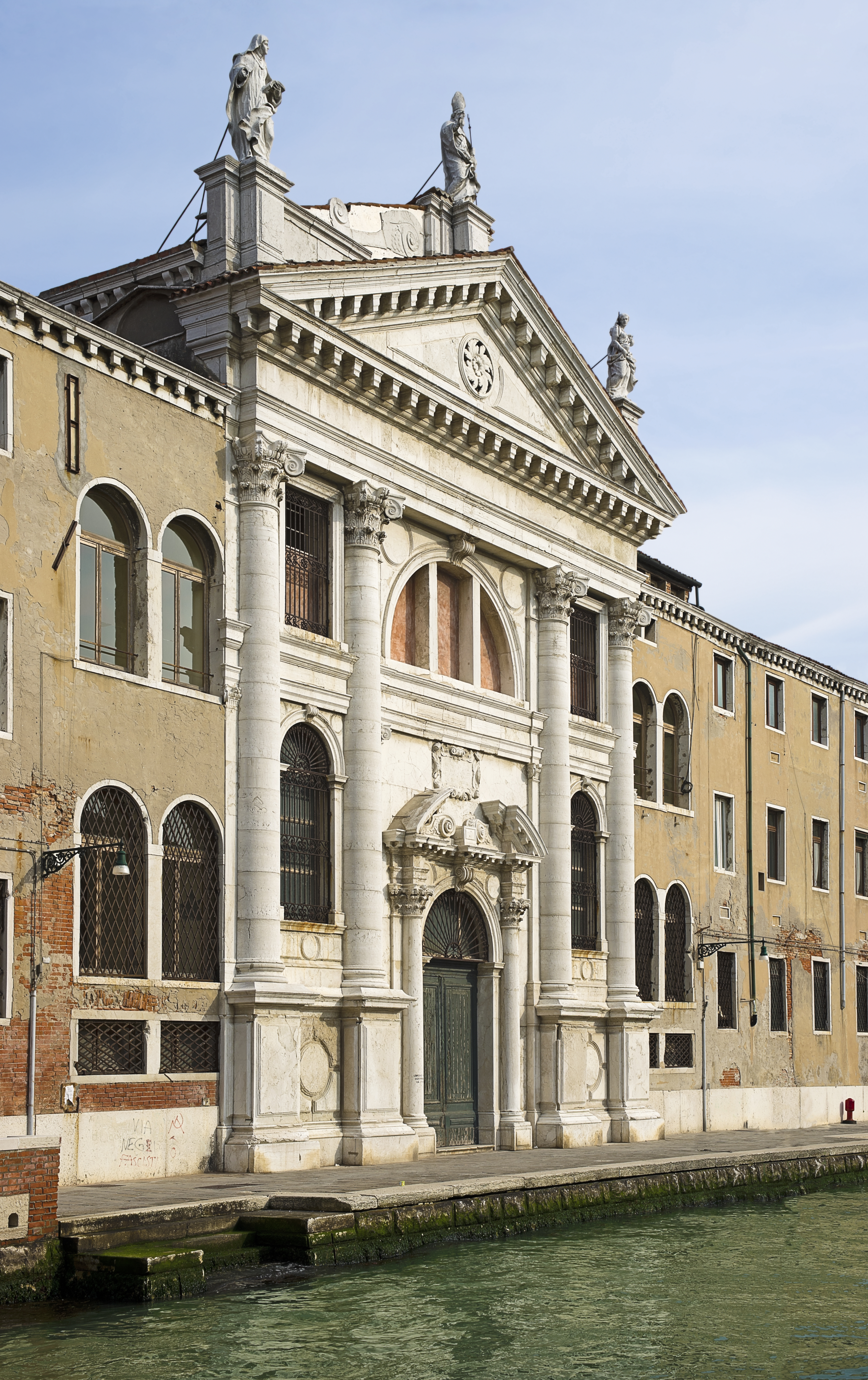
L'église de San Lazzaro dei Mendicanti

L'origine de l'hôpital des Mendicanti remonte au XIIIe siècle quand les rescapés des lignages de Soria importèrent la lèpre. Alors, en 1224 ceux qui en étaient affectés furent recueillis dans un hôpital aux SS. Gervasio et Protasio, dit lazaret. En 1262, les malades, surtout des mendiants et vieux impotents, furent transportés dans une île de la lagune, San Lazzaro, et ce jusqu'au XVIe siècle. Au siècle suivant, la charité des Vénitiens, et surtout celle des riches marchands Bartolammeo Bontempelli dal Calice et G. Dominique Biava fit s'ériger sur le dessin du Scamozzi, un hospice pour mendiants à l'intérieur de la ville, aux SS. Giovanni et Paolo. L'église au centre de l'hôpital fut consacrée en 1636 comme Église San Lazzaro dei Mendicanti et en 1673 vit s'élever sa perspective sur le dessin de Giuseppe Sardes, sur testament du marchand Jacopo Galli. Après la chute de la République, l'hôpital devint hôpital militaire ensemble avec la Scuola Grande di San Marco, la Chapelle della Pace et le couvent des SS. Giovanni et Paolo, avant de redevenir en 1819 hôpital civil, et finalement de rendre en 1826 l'église au culte.

## Situation et bâtiments remarquables
- Le rio longe à partir du ponte rosso :

sur son flanc Est
La fondamenta Dandolo ;
Le Palazzetto  Dandolo;
le campo de la Basilique de San Zanipolo et de la Scuola Grande di San Marco(it);
l'Hôpital Civil ;
l'Église San Lazzaro dei Mendicanti;
la Fondamenta dei Mendicanti.
sur son flanc Ouest
de nombreuses constructions typiques;
la calle Gabrieli;
le suqero dei mendicanti;
la calle larga Berlendis;
Le Palazzo Merati.

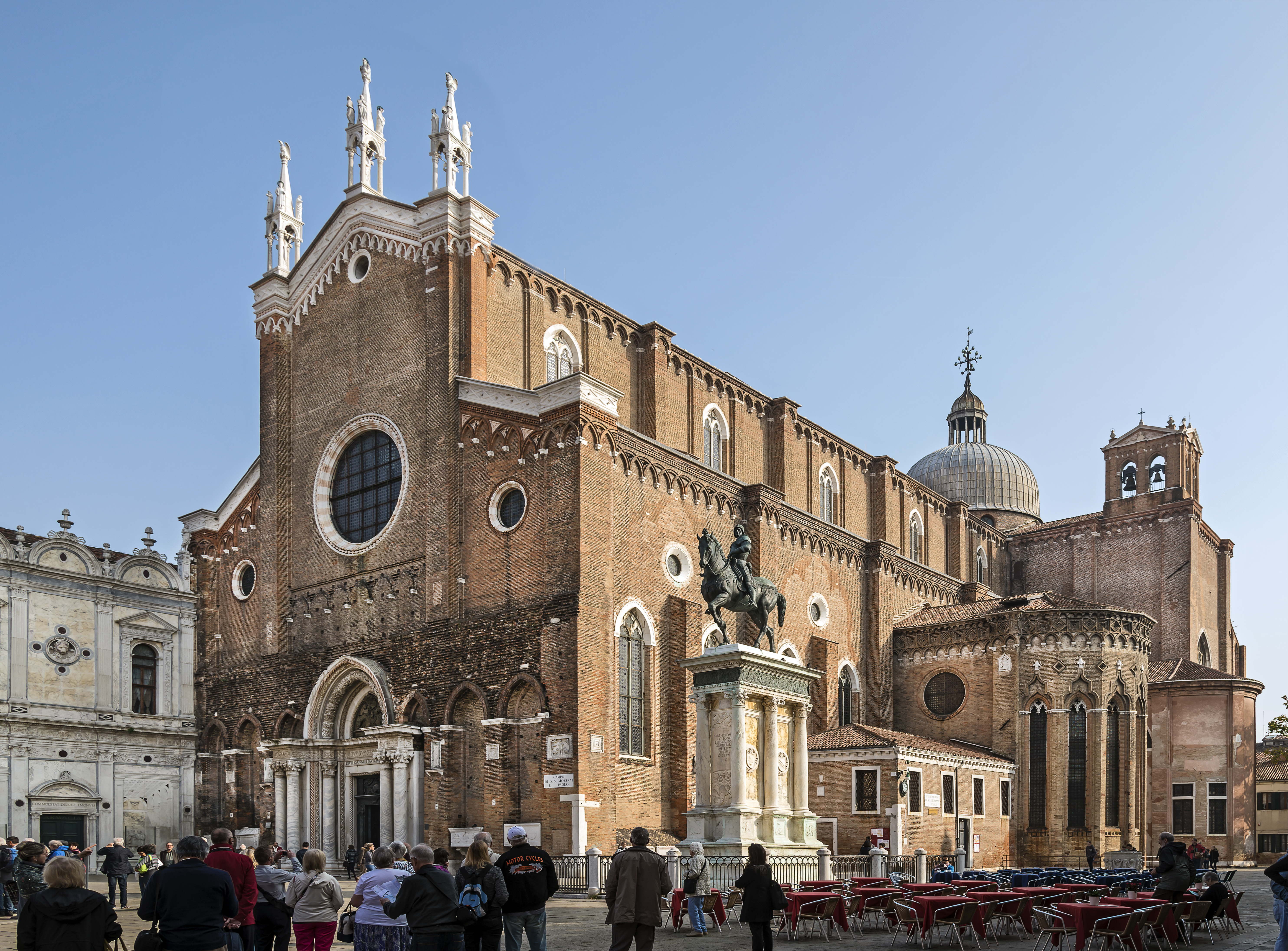
la Basilique de San Zanipolo
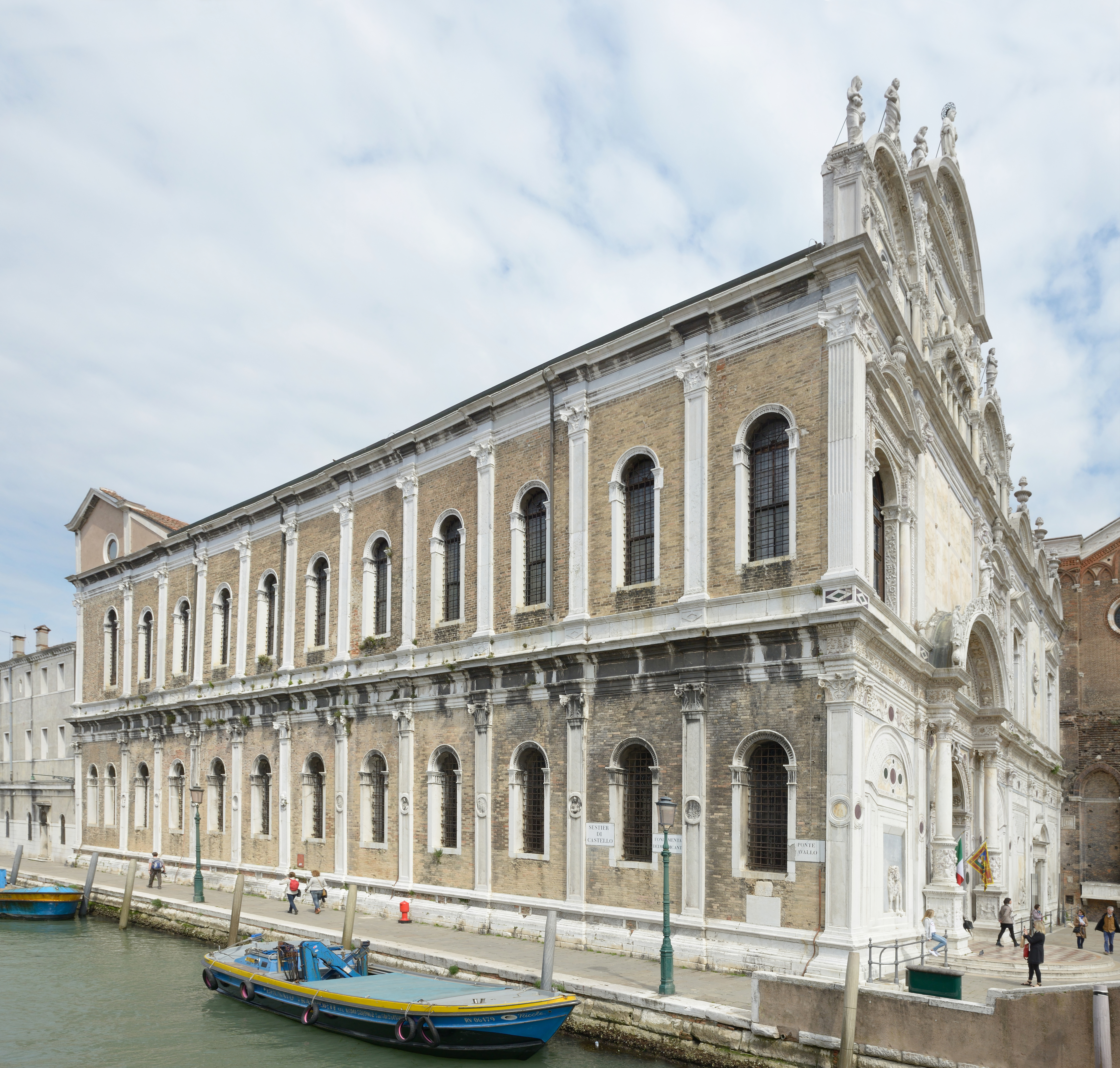
Scuola Grande di San Marco
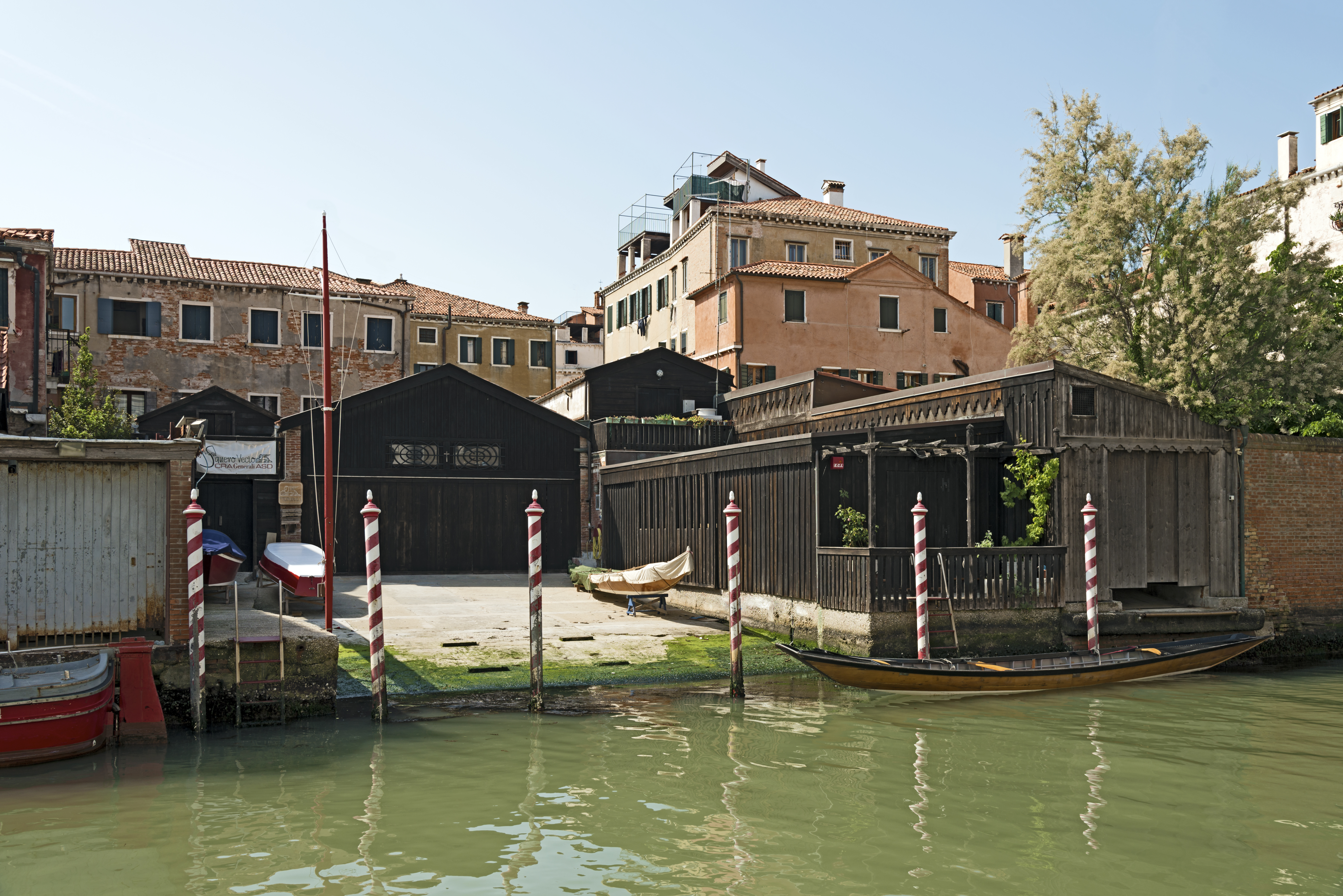
Squero vu de la Fondamenta dei Mendicanti

### Ponts
- Ce rio débouche dans la lagune après le ponte dei Mendicanti sur le Fondamente Nuove, façade nord de la ville ;
- À cause d'un bras asséché, le Fondamente qui le longe comporte un pont, le Ponte della Cavana dell'Ospedale ai Mendicanti ;
- Au nord du campo San Zanipolo, il est traversé par le ponte Cavallo et au sud par le ponte Rosso.

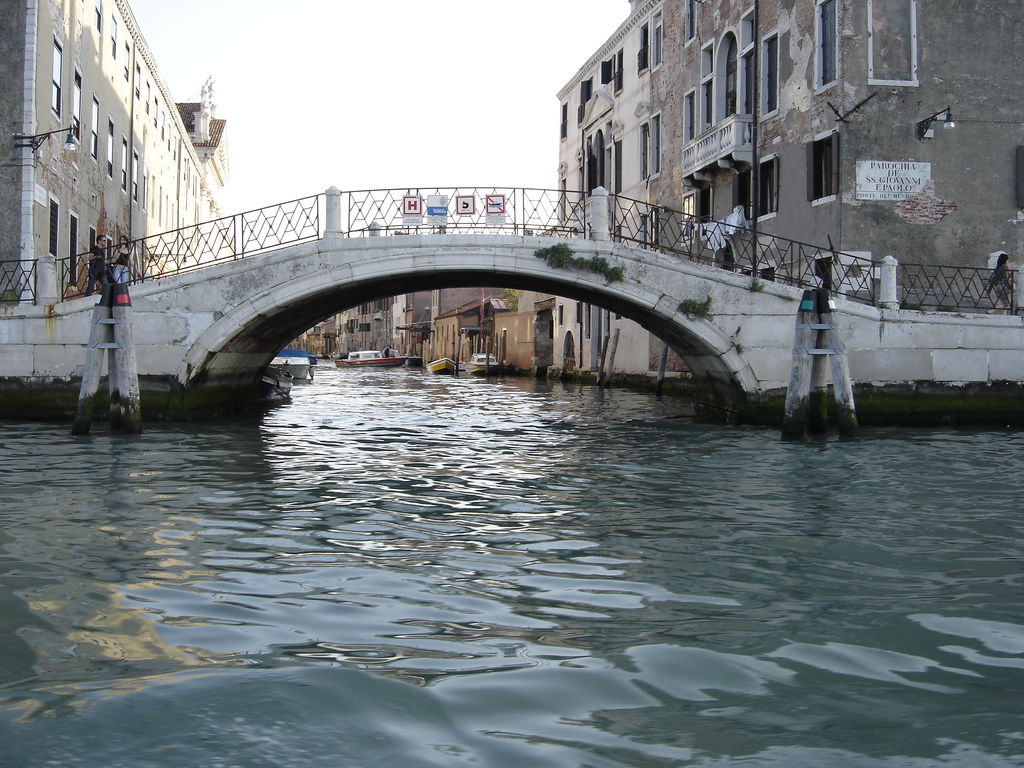
Ponte dei Mendicanti sur la Fondamenta Nuova
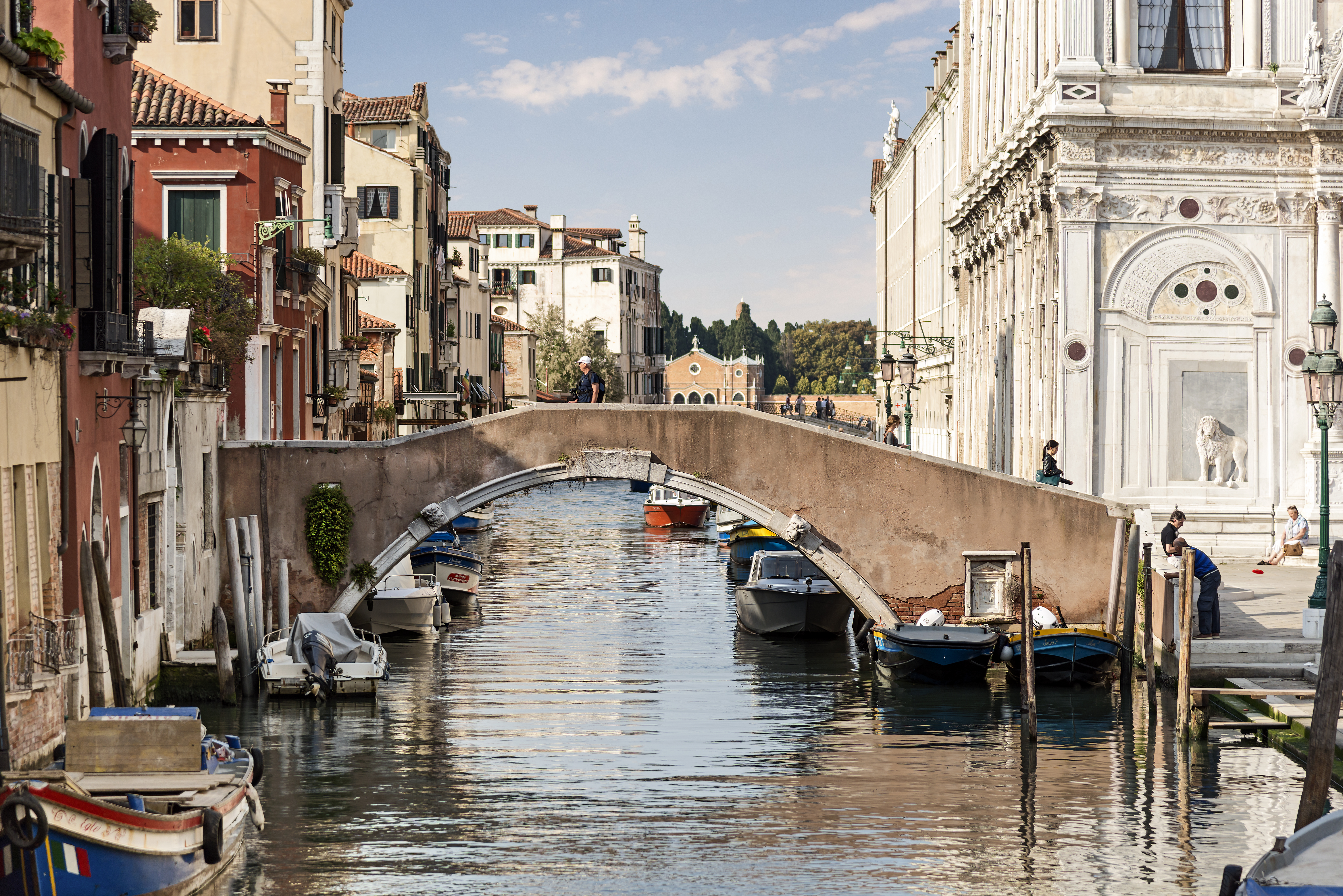
Ponte Cavallo
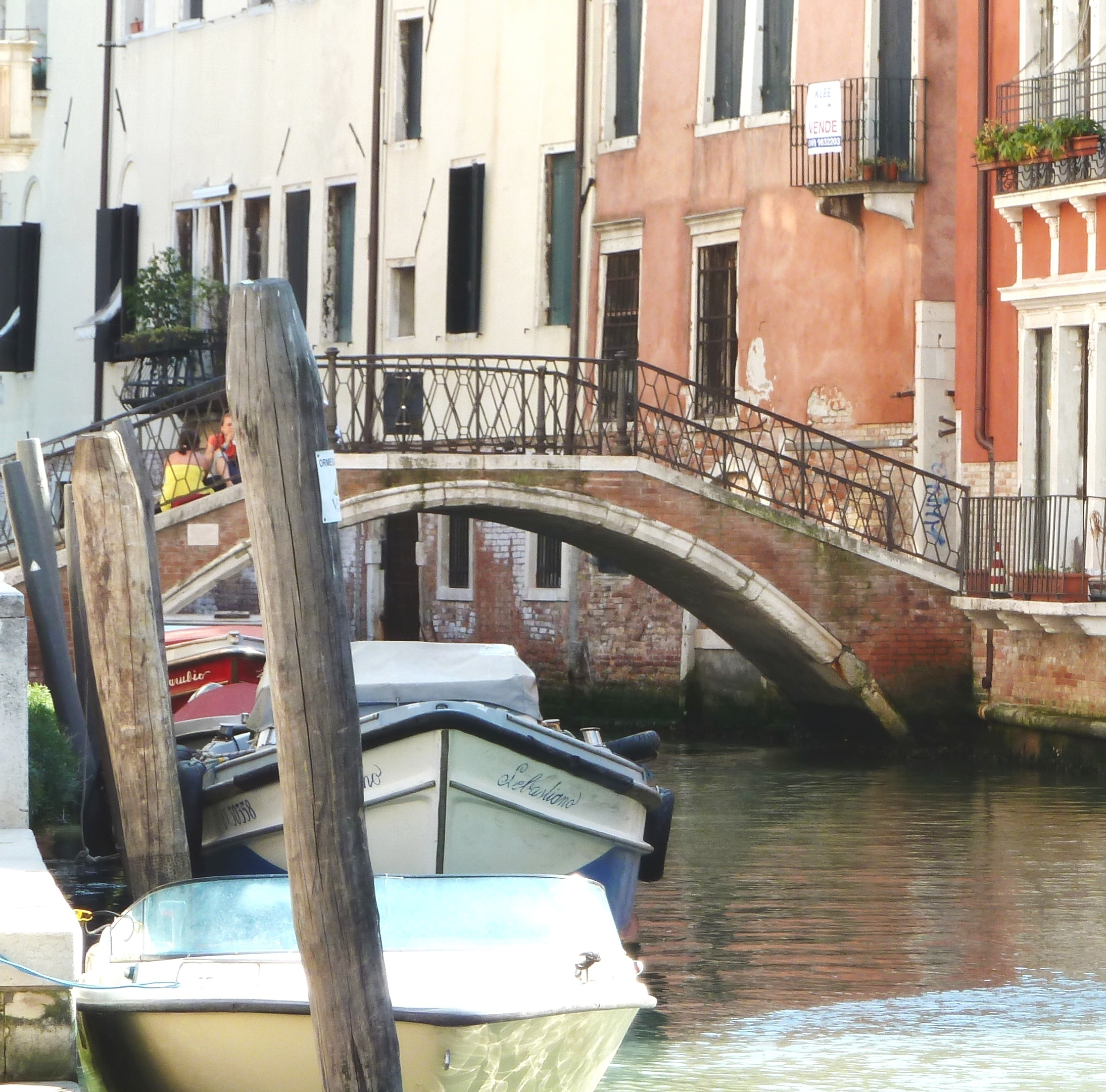
Ponte Rosso (già dei Oselletti)
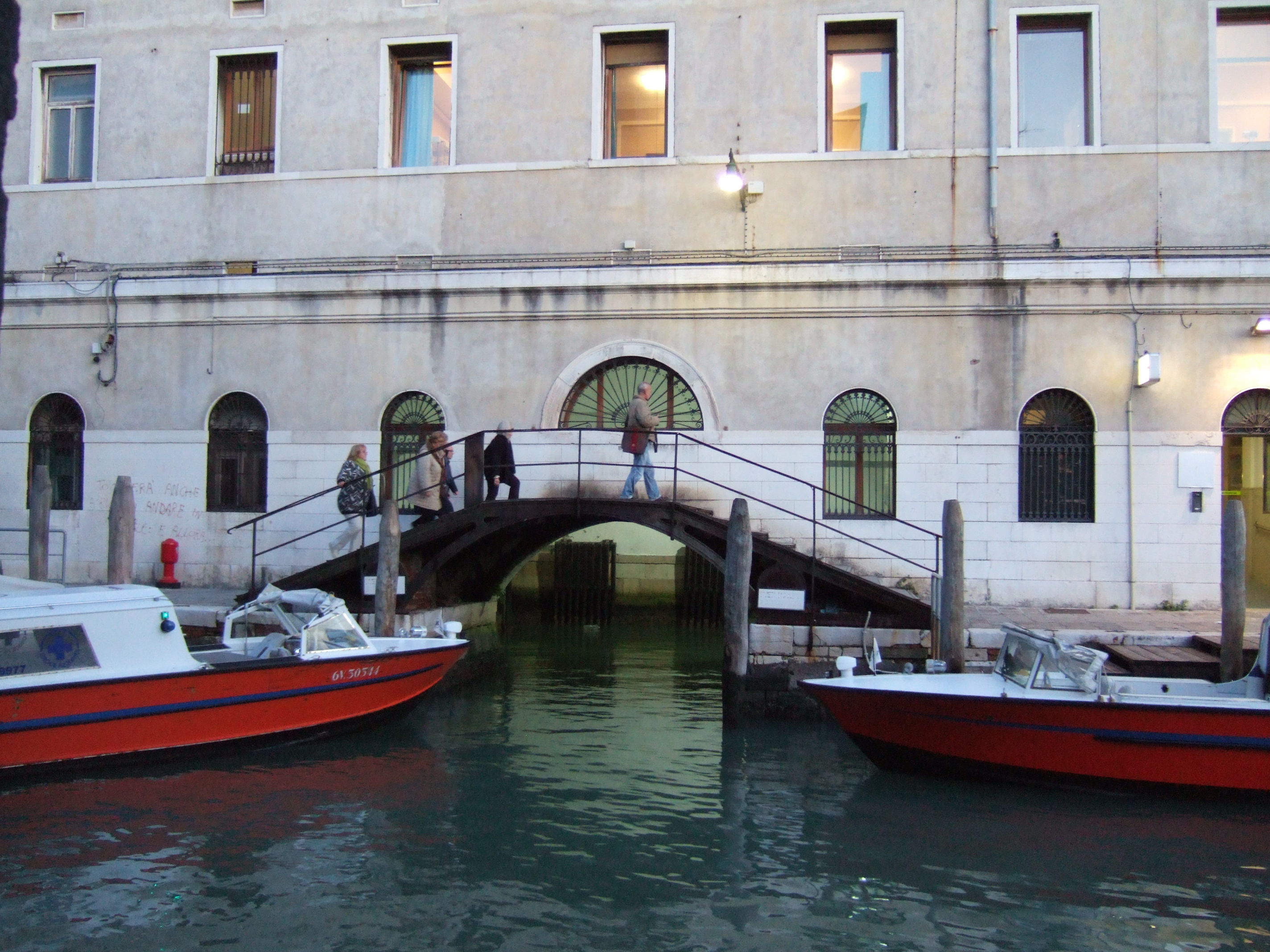
Ponte della Cavana

## Représentations
Canaletto, peintre vénitien de vedute au XVIIIe siècle l'a représenté dans un tableau conservé à la Ca' Rezzonico.

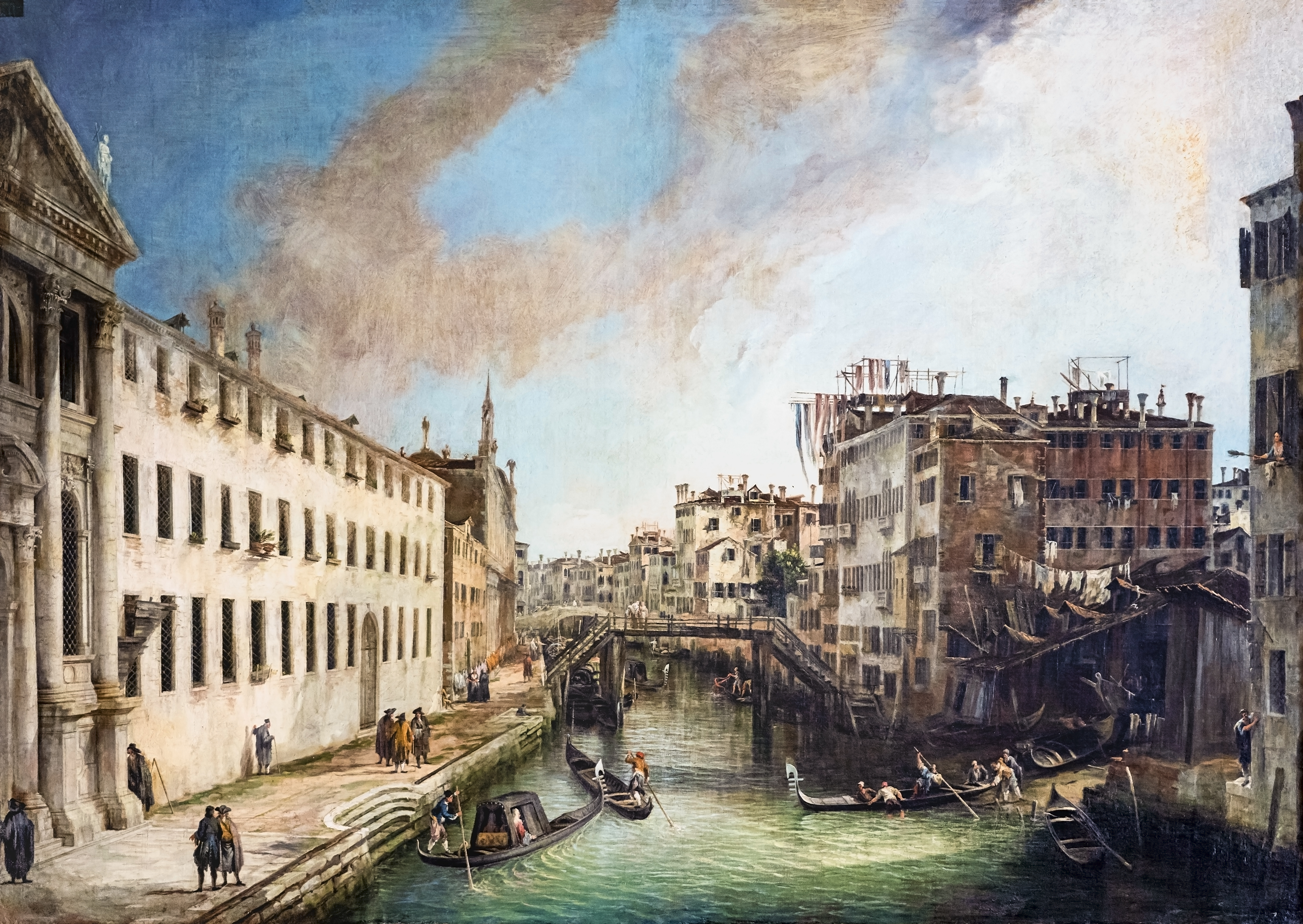
Rio dei Mendicanti, vers 1723 par Canaletto Ca' Rezzonico
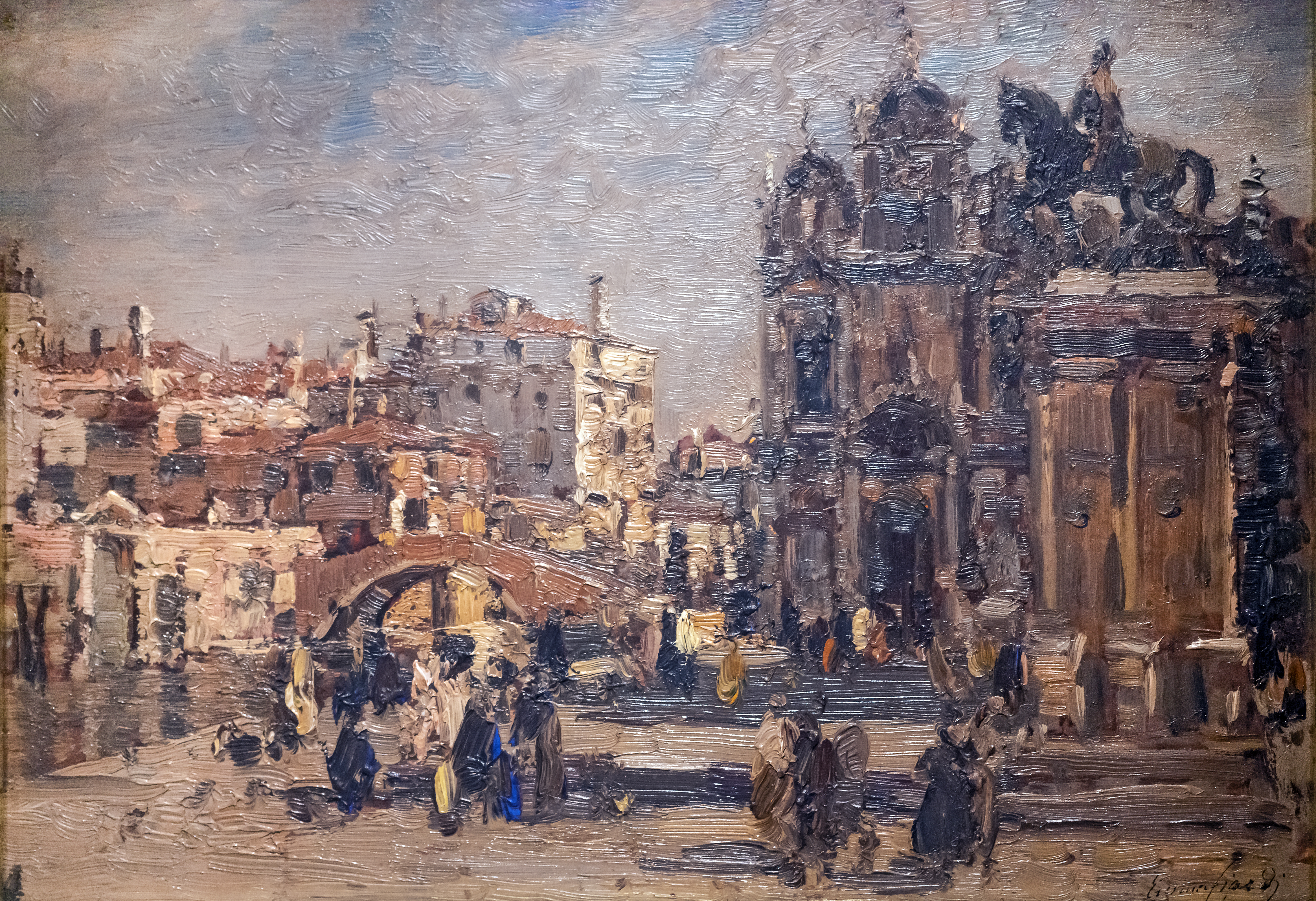
Canale dei Santi Giovanni e Paolo par Emma Ciardi Ca' Rezzonico